# ادالافون
ادالافون در سومالی است که در hiran, somalia واقع شده‌است.